# Larry Perkins
Larry Perkins, avstralski dirkač Formule 1, * 18. marec 1950, Cowangie, Victoria, Avstralija.
Larry Perkins je upokojeni avstralski dirkač Formule 1. Debitiral je v sezoni 1974, ko je nastopil le na dirki za Veliko nagrado Nemčije, kjer se mu ni uspelo kvalificirat ina dirko. V sezoni 1976 je nastopil na devetih dirkah in ob kar petih odstopih je dosegel osmo mesto na dirki za Veliko nagrado Belgije, kar je njegov najboljši rezultat v karieri. V sezoni 1977 se mu na petih dirkah ni uspelo uvrstiti višje od dvanajstega mesta, kasnjeje pa ni nikoli več dirkal v Formuli 1.

## Popolni rezultati Formule 1
(legenda) (odebeljene dirke pomenijo najboljši štartni položaj, poševne pa najhitrejši krog, †-uvrščen kljub odstopu)
| Leto | Moštvo                     | Šasija           | Motor              | 1   | 2       | 3      | 4      | 5     | 6       | 7       | 8       | 9       | 10  | 11      | 12      | 13      | 14     | 15      | 16      | 17  | Prv | Toč |
| ---- | -------------------------- | ---------------- | ------------------ | --- | ------- | ------ | ------ | ----- | ------- | ------- | ------- | ------- | --- | ------- | ------- | ------- | ------ | ------- | ------- | --- | --- | --- |
| 1974 | Dalton-Amon International  | Amon AF101       | Cosworth V8        | ARG | BRA     | JAR    | ŠPA    | BEL   | MON     | ŠVE     | NIZ     | FRA     | VB  | NEM DNQ | AVT     | ITA     | KAN    | ZDA     |         |     | -   | 0   |
| 1976 | HB Bewaking Alarm Systems  | Boro Ensign N175 | Cosworth V8        | BRA | JAR     | ZZDA   | ŠPA 13 | BEL 8 | MON DNQ | ŠVE Ret | FRA     | VB      | NEM | AVT     | NIZ Ret | ITA Ret |        |         |         |     | -   | 0   |
| 1976 | Martini Racing             | Brabham BT45     | Alfa Romeo Flat 12 |     |         |        |        |       |         |         |         |         |     |         |         |         | KAN 17 | ZDA Ret | JAP Ret |     | -   | 0   |
| 1977 | Rotary Watches Stanley BRM | BRM P207         | BRM V12            | ARG | BRA Ret |        |        |       |         |         |         |         |     |         |         |         |        |         |         |     | -   | 0   |
| 1977 | Rotary Watches Stanley BRM | BRM P201B/204    | BRM V12            |     |         | JAR 15 |        |       |         |         |         |         |     |         |         |         |        |         |         |     | -   | 0   |
| 1977 | Team Surtees               | Surtees TS19     | Cosworth V8        |     |         |        | ZZDA   | ŠPA   | MON     | BEL 12  | ŠVE DNQ | FRA DNQ | VB  | NEM     | AVT     | NIZ     | ITA    | ZDA     | KAN     | JAP | -   | 0   |